# Mortes em março de 2020
Mortes em 2020: ← Janeiro – Fevereiro – Março – Abril – Maio – Junho – Julho – Agosto – Setembro – Outubro – Novembro – Dezembro →
Esta é uma relação de pessoas notáveis que morreram durante o mês de março de 2020, listando nome, nacionalidade, ocupação e ano de nascimento.

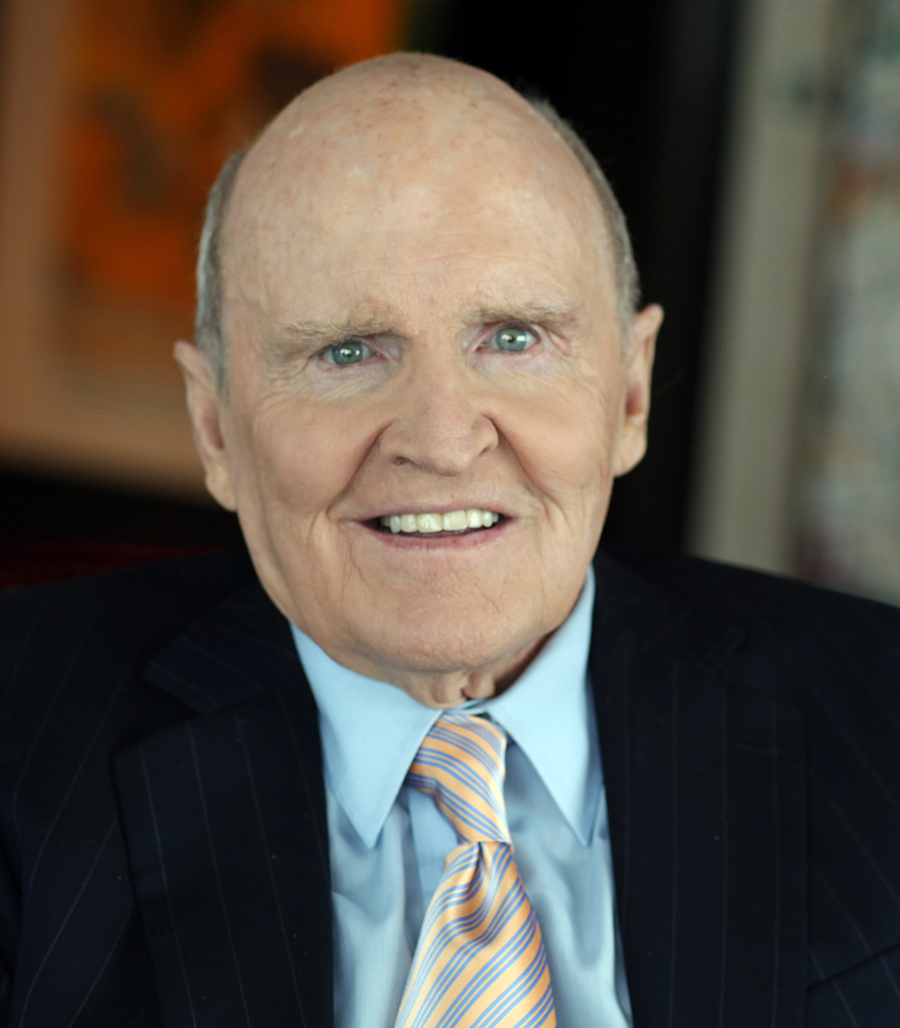
Jack Welch, empresário estadunidense.

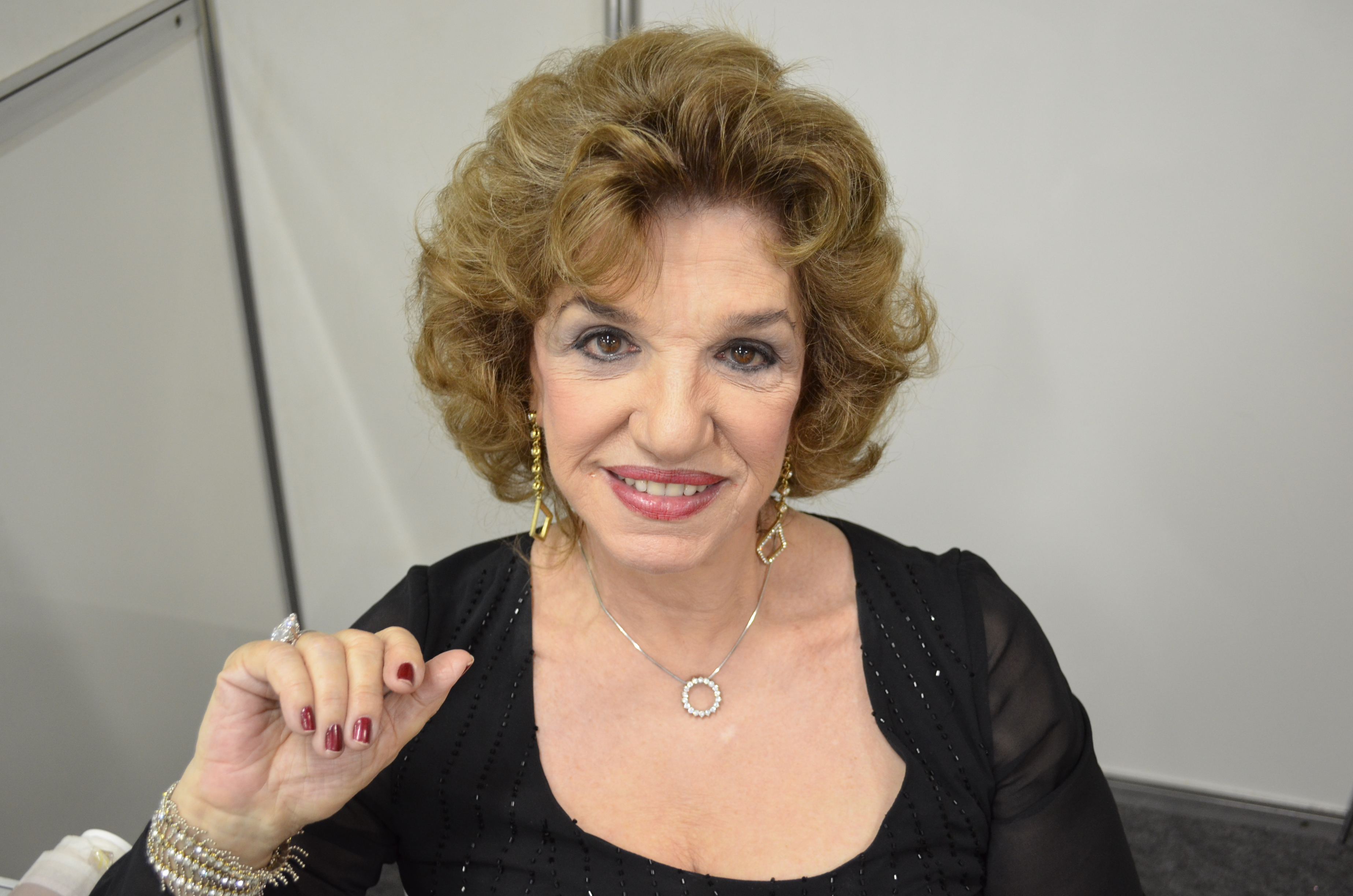
Adelaide Chiozzo, atriz, cantora e acordeonista brasileira.

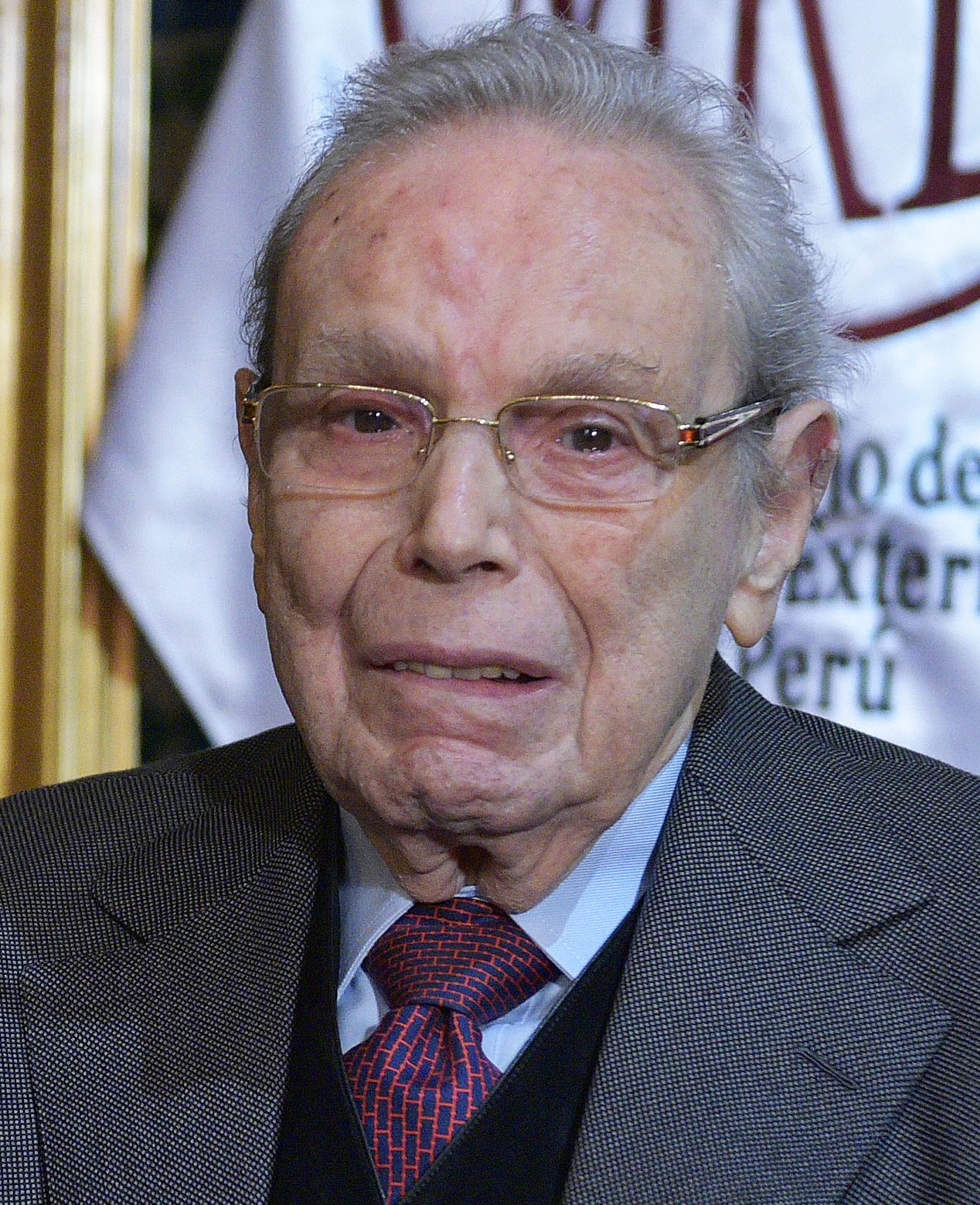
Javier Pérez de Cuéllar, diplomata e político peruano.

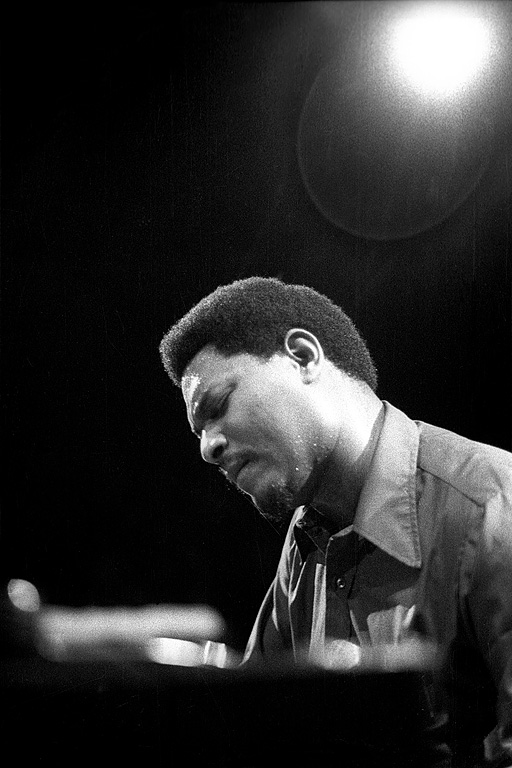
McCoy Tyner, pianista e compositor estadunidense.

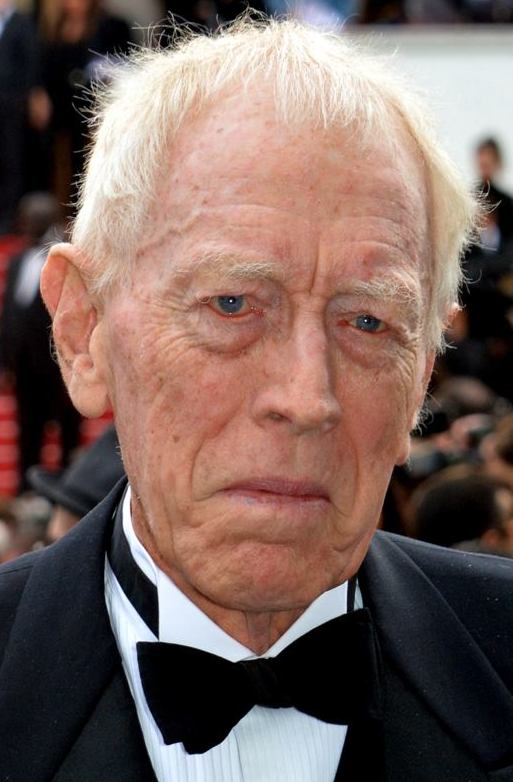
Max von Sydow, ator sueco.

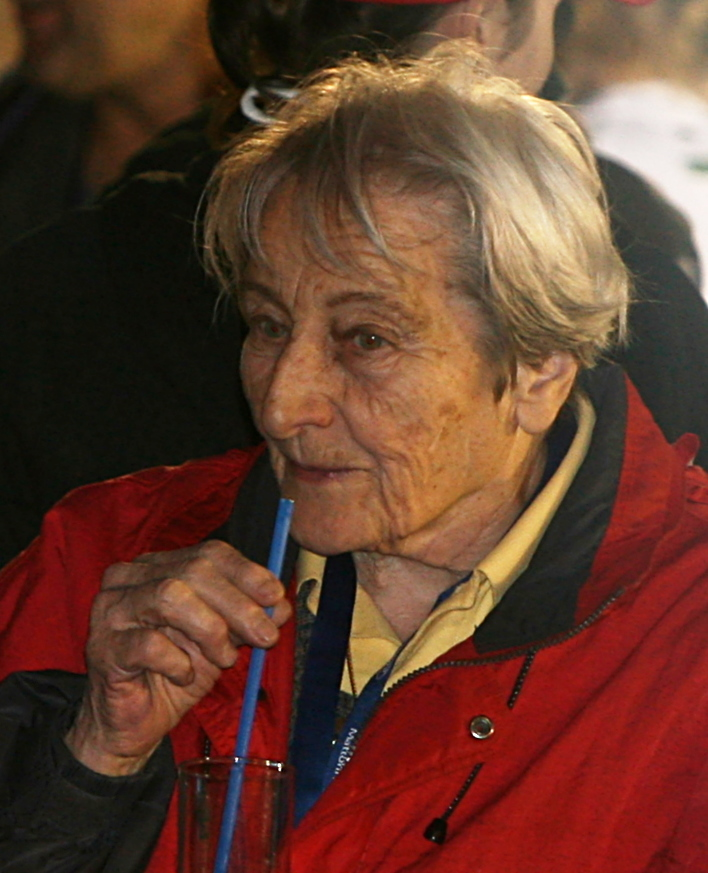
Dana Zátopková, atleta checa.

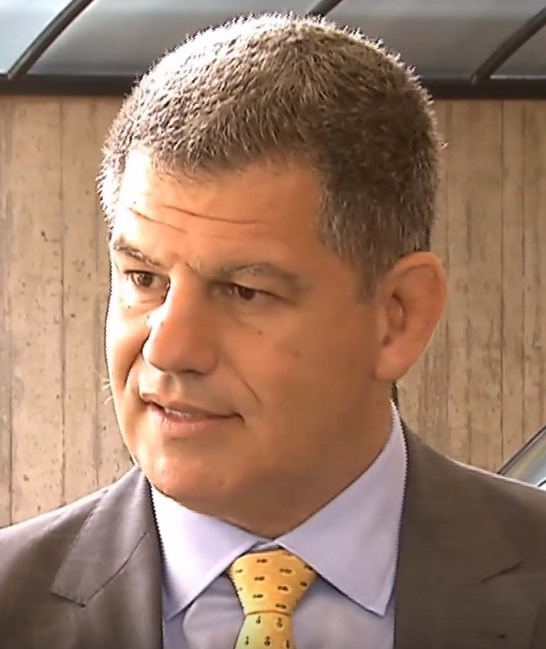
Gustavo Bebianno, advogado e político brasileiro.

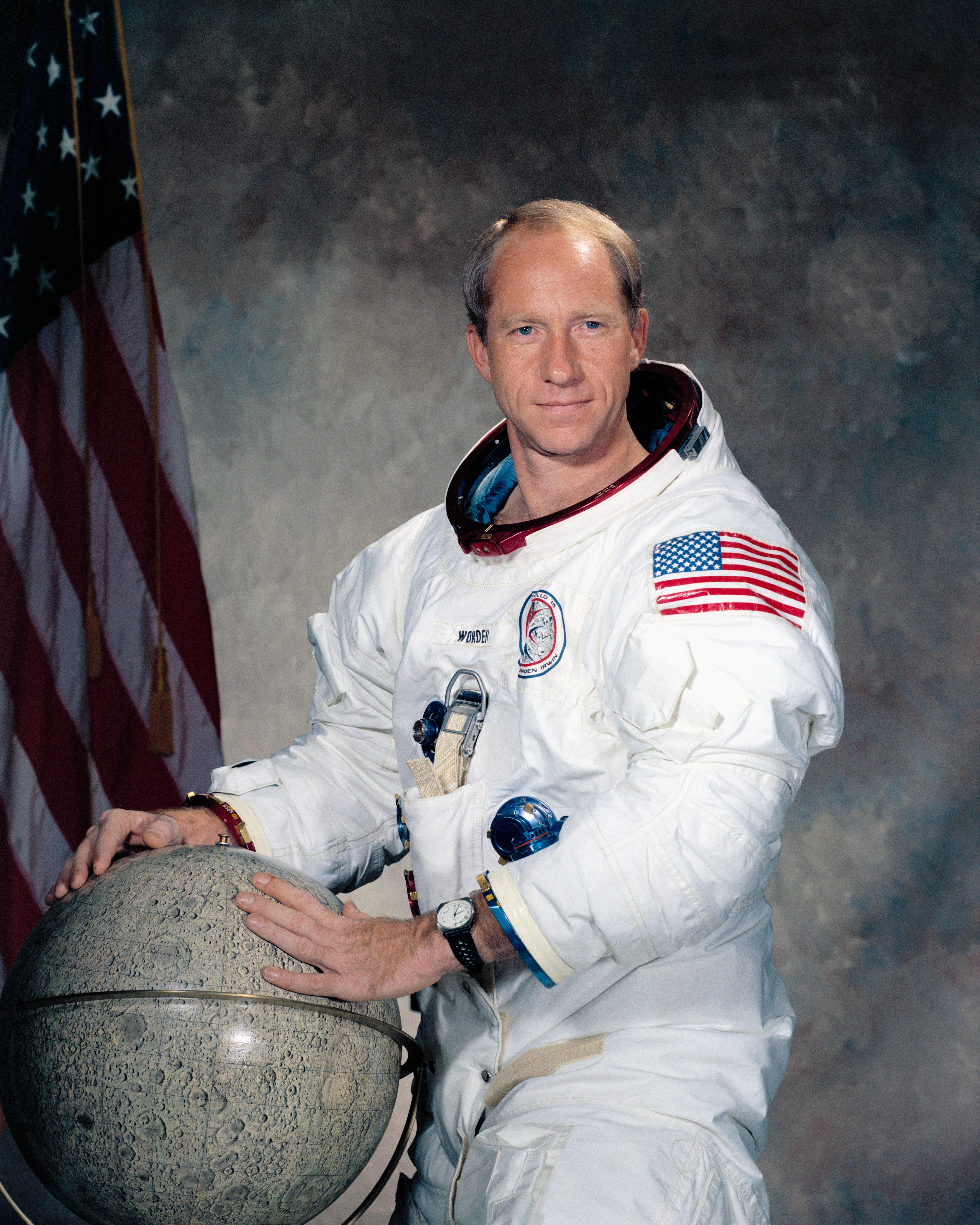
Alfred Worden, astronauta norte-americano.

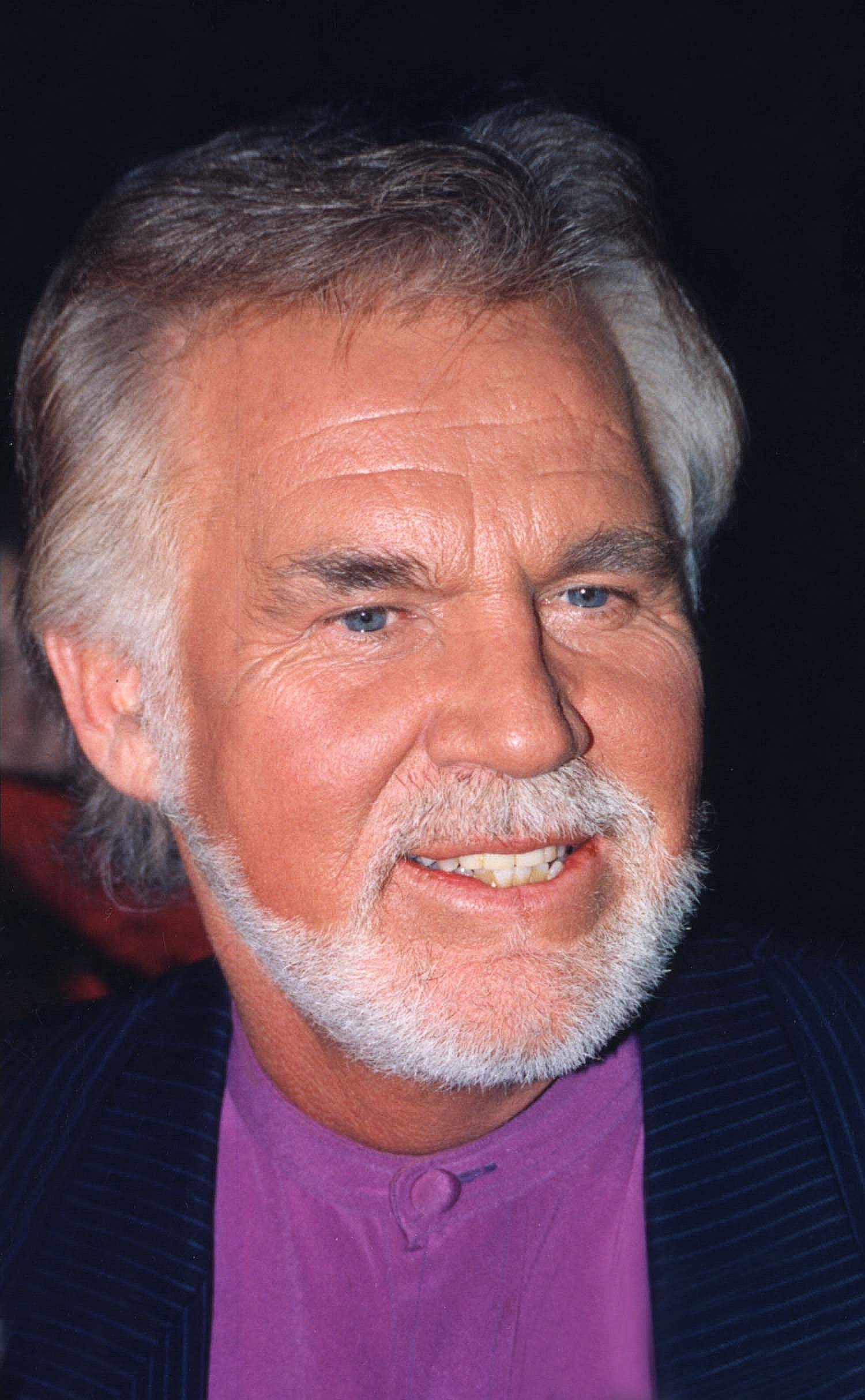
Kenny Rogers, cantor norte-americano.

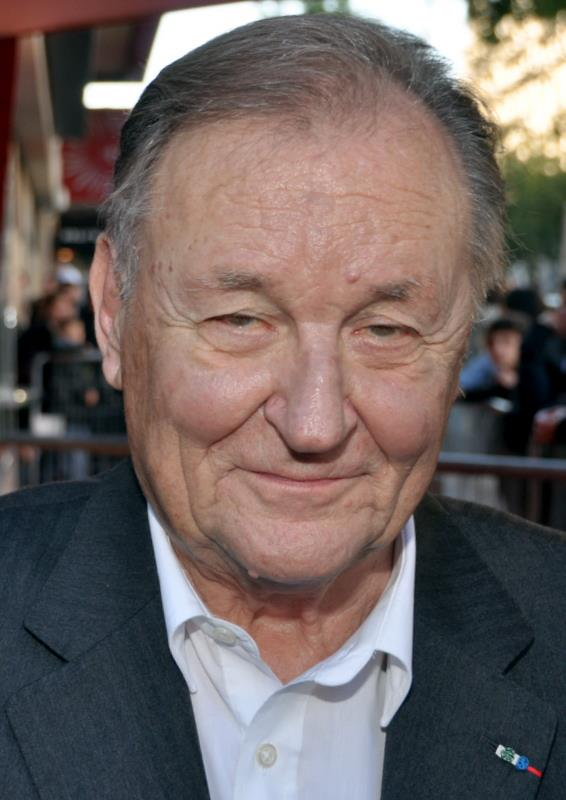
Albert Uderzo, ilustrador francês.

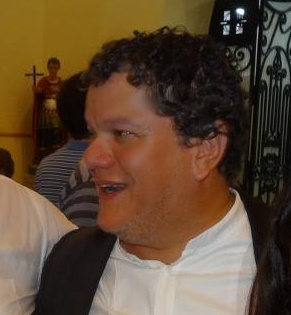
Martinho Lutero Galati, maestro brasileiro.

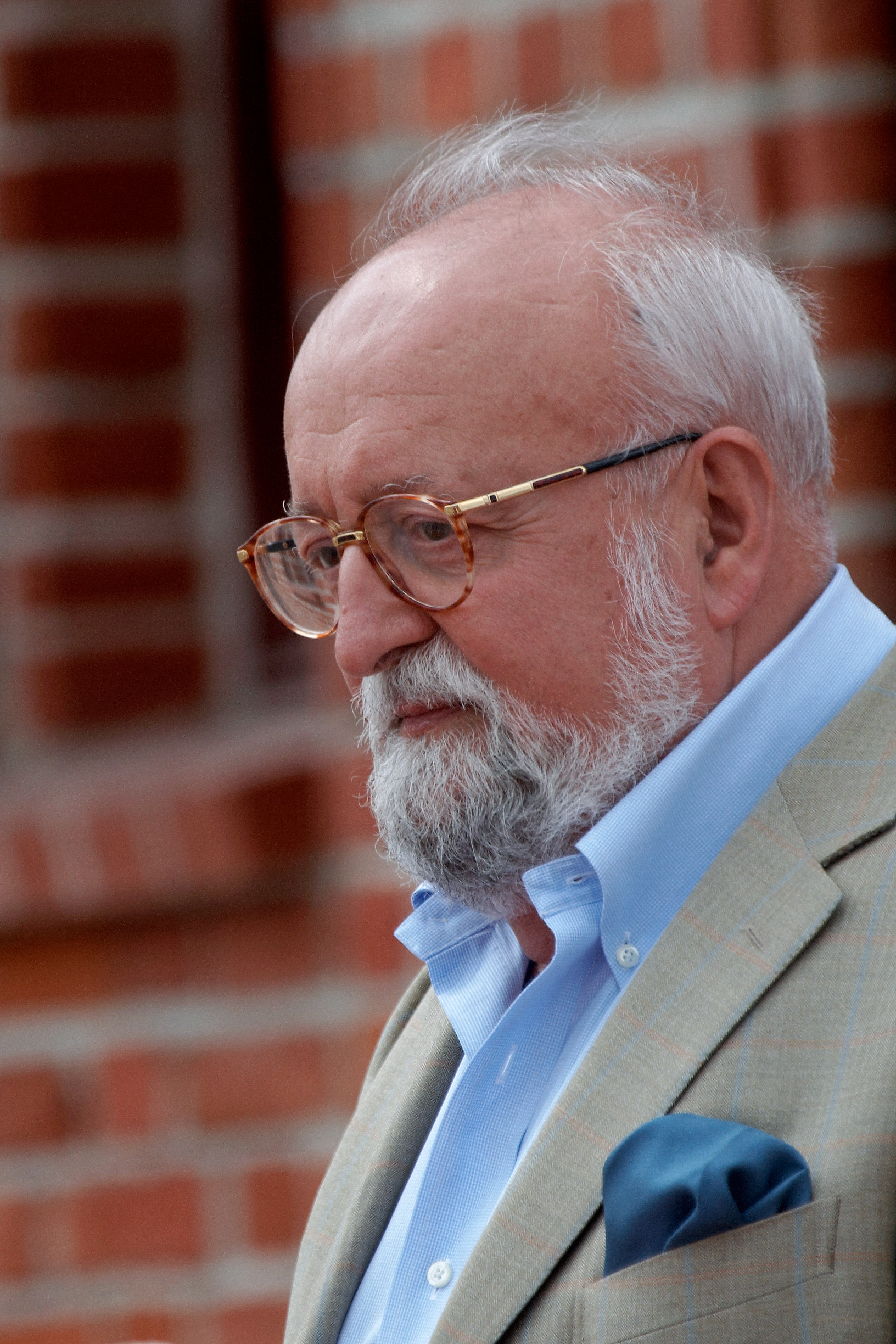
Krzysztof Penderecki, compositor e maestro polonês

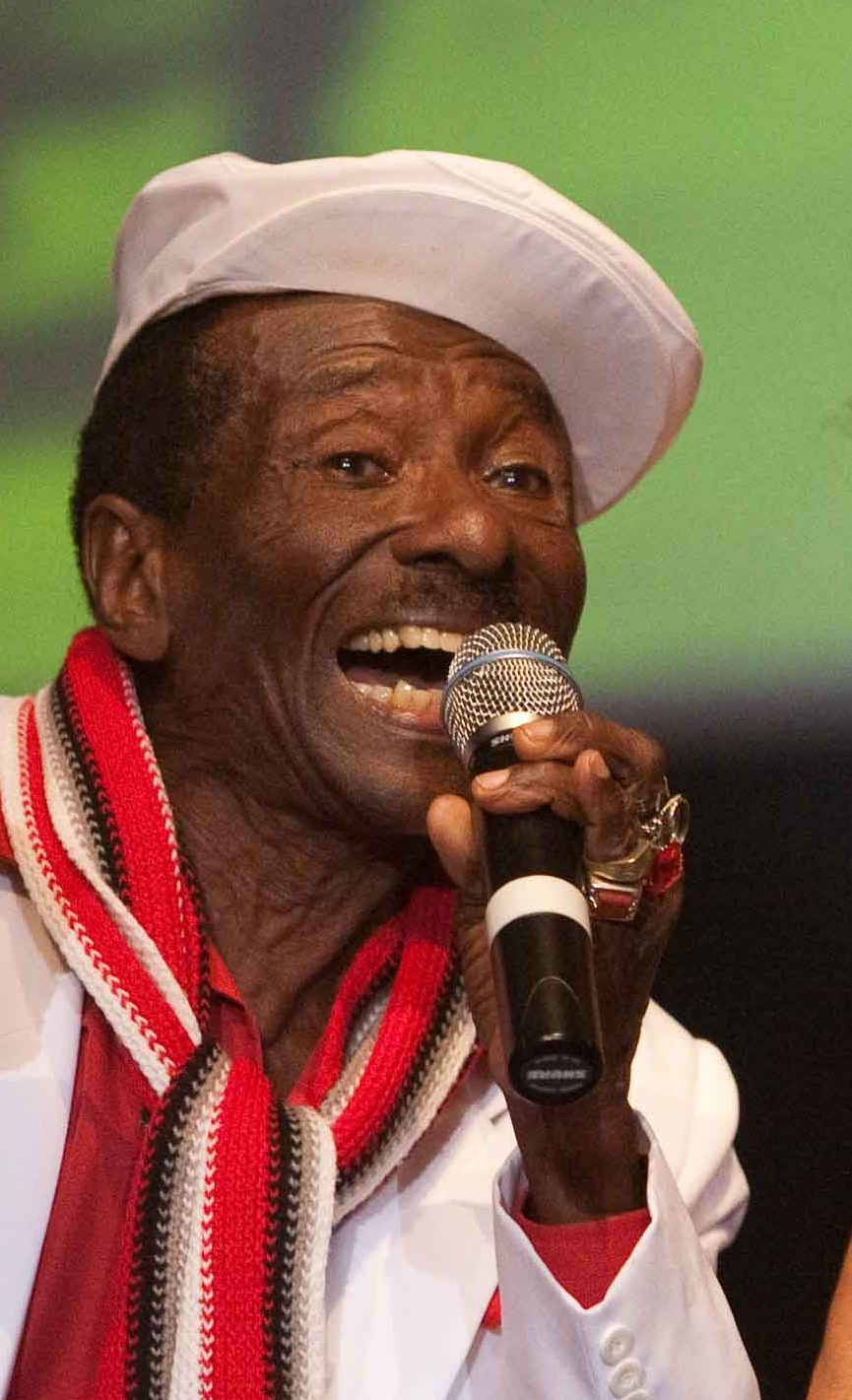
Riachão, cantor e compositor brasileiro.

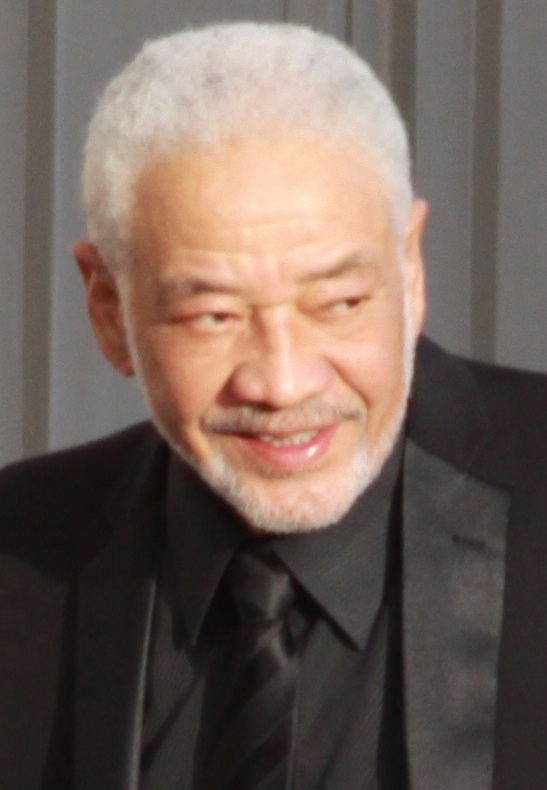
Bill Withers, cantor e compositor estadunidense.

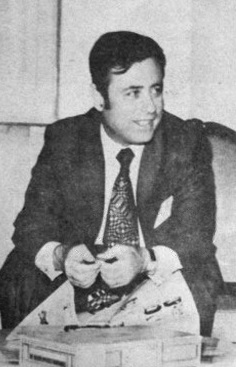
Abdul Halim Khaddam, político sírio.

| Dia | Nome                                | Profissão ou motivo de reconhecimento                    | Nacionalidade                | Nasc. | Ref     |
| --- | ----------------------------------- | -------------------------------------------------------- | ---------------------------- | ----- | ------- |
| 1   | Ernesto Cardenal                    | Escritor e sacerdote                                     | Nicarágua                    | 1925  | [ 1 ]   |
| 1   | Jack Welch                          | Empresário                                               | Estados Unidos               | 1935  | [ 2 ]   |
| 2   | James Lipton                        | Escritor, compositor e ator                              | Estados Unidos               | 1926  | [ 3 ]   |
| 2   | Ulay                                | Artista                                                  | Alemanha                     | 1943  | [ 4 ]   |
| 3   | Cadu Cortez                         | Jornalista e narrador                                    | Brasil                       | 1980  | [ 5 ]   |
| 3   | Stanisław Kania                     | Político                                                 | Polónia                      | 1927  | [ 6 ]   |
| 3   | Nicolas Portal                      | Ciclista                                                 | França                       | 1979  | [ 7 ]   |
| 3   | Nicholas Tucci                      | Ator e dublador                                          | Estados Unidos               | 1981  | [ 8 ]   |
| 4   | Adelaide Chiozzo                    | Atriz e acordeonista                                     | Brasil                       | 1931  | [ 9 ]   |
| 4   | Carlos Alberto Cotta                | Médico e político                                        | Brasil                       | 1932  | [ 10 ]  |
| 4   | Robert Shavlakadze                  | Atleta                                                   | Geórgia                      | 1933  | [ 11 ]  |
| 4   | Javier Pérez de Cuéllar             | Diplomata e político                                     | Peru                         | 1920  | [ 12 ]  |
| 4   | Juan Diego González                 | Futebolista                                              | Colômbia                     | 1980  | [ 13 ]  |
| 4   | Rosalind P. Walter                  | Filantropa                                               | Estados Unidos               | 1924  | [ 14 ]  |
| 5   | Antonio Permunian                   | Futebolista                                              | Suíça                        | 1930  | [ 15 ]  |
| 5   | Levan Moseshvili                    | Basquetebolista                                          | Geórgia                      | 1940  | [ 16 ]  |
| 5   | Emilio Caprile                      | Futebolista                                              | Itália                       | 1928  | [ 17 ]  |
| 5   | Ayrton Lolô Cornelsen               | Engenheiro, arquiteto e futebolista                      | Brasil                       | 1922  | [ 18 ]  |
| 5   | Hossein Sheikholeslam               | Político                                                 | Irão                         | 1952  | [ 19 ]  |
| 5   | Valerio Moro                        | Político                                                 | Itália                       | 1952  | [ 20 ]  |
| 6   | Magdeleno Mercado                   | Futebolista                                              | México                       | 1944  | [ 21 ]  |
| 6   | McCoy Tyner                         | Pianista e compositor                                    | Estados Unidos               | 1938  | [ 22 ]  |
| 6   | Bélgica Castro                      | Atriz                                                    | Chile                        | 1921  | [ 23 ]  |
| 6   | Castelo Hanssen                     | Poeta, escritor e jornalista                             | Brasil                       | 1941  | [ 24 ]  |
| 7   | Jair Marinho                        | Futebolista                                              | Brasil                       | 1936  | [ 25 ]  |
| 7   | Jorge Salomão                       | Poeta, compositor e diretor de teatro                    | Brasil                       | 1946  | [ 26 ]  |
| 7   | Fatemeh Rahbar                      | Política                                                 | Irão                         | 1964  | [ 27 ]  |
| 7   | Nelson Leirner                      | Pintor, desenhista e cenógrafo                           | Brasil                       | 1932  | [ 28 ]  |
| 7   | Mart Crowley                        | Escritor                                                 | Estados Unidos               | 1935  | [ 29 ]  |
| 8   | Max von Sydow                       | Ator                                                     | Suécia                       | 1929  | [ 30 ]  |
| 9   | Sildes de Souza Póvoas              | Futebolista                                              | Brasil                       | 1946  | [ 31 ]  |
| 9   | Italo de Zan                        | Ciclista                                                 | Itália                       | 1925  | [ 32 ]  |
| 9   | José Oliveira e Costa               | Economista, político e banqueiro                         | Portugal                     | 1935  | [ 33 ]  |
| 9   | Richard Kenneth Guy                 | Matemático                                               | Reino Unido                  | 1916  | [ 34 ]  |
| 9   | Lee Cha-su                          | Político e ativista                                      | Coreia do Sul                | 1957  | [ 35 ]  |
| 11  | Roberto Stella                      | Médico                                                   | Itália                       | 1952  | [ 36 ]  |
| 11  | Tetyana Prorochenko                 | Velocista                                                | Ucrânia                      | 1952  | [ 37 ]  |
| 11  | Javier Hervada                      | Filósofo, escritor e professor                           | Espanha                      | 1934  | [ 38 ]  |
| 11  | Sebastião Roque Rabelo Mendes       | Bispo                                                    | Brasil                       | 1929  | [ 39 ]  |
| 12  | Tonie Marshall                      | Atriz, cineasta e roteirista                             | França/ Estados Unidos       | 1951  | [ 40 ]  |
| 12  | Francisco Romãozinho                | Automobilista e empresário                               | Portugal                     | 1943  | [ 41 ]  |
| 12  | Dorothy Maclean                     | Escritora e educadora                                    | Canadá                       | 1920  | [ 42 ]  |
| 12  | Giovanni Battista Rabino            | Político                                                 | Itália                       | 1931  | [ 43 ]  |
| 13  | Dana Zátopková                      | Atleta                                                   | Chéquia                      | 1922  | [ 44 ]  |
| 13  | Filippos Petsalnikos                | Advogado e político                                      | Grécia                       | 1950  | [ 45 ]  |
| 13  | Nasser Shabani                      | Militar                                                  | Irão                         | 1957  | [ 46 ]  |
| 14  | Gustavo Bebianno                    | Advogado e político                                      | Brasil                       | 1964  | [ 47 ]  |
| 14  | René Follet                         | Ilustrador e escritor                                    | Bélgica                      | 1931  | [ 48 ]  |
| 15  | Vittorio Gregotti                   | Arquiteto                                                | Itália                       | 1927  | [ 49 ]  |
| 15  | Affonso Arinos de Mello Franco      | Diplomata, escritor e político                           | Brasil                       | 1930  | [ 50 ]  |
| 15  | Suzy Delair                         | Atriz                                                    | França                       | 1917  | [ 51 ]  |
| 15  | Indiana Muñoz                       | Piloto                                                   | Brasil/ República Dominicana | 1990  | [ 52 ]  |
| 15  | Aytaç Yalman                        | General                                                  | Turquia                      | 1940  | [ 53 ]  |
| 16  | Ranveig Frøiland                    | Política                                                 | Noruega                      | 1945  | [ 54 ]  |
| 16  | Stuart Whitman                      | Ator                                                     | Estados Unidos               | 1928  | [ 55 ]  |
| 16  | Pedro Barroso                       | Cantor e músico                                          | Portugal                     | 1950  | [ 56 ]  |
| 16  | Nicolas Alfonsi                     | Político e advogado                                      | França                       | 1936  | [ 57 ]  |
| 17  | Lyle Waggoner                       | Ator e modelo                                            | Estados Unidos               | 1935  | [ 58 ]  |
| 17  | Manuel Serifo Nhamadjo              | Político                                                 | Guiné-Bissau                 | 1958  | [ 59 ]  |
| 17  | Piotr Jegor                         | Futebolista                                              | Polónia                      | 1968  | [ 60 ]  |
| 17  | Betty Williams                      | Ativista                                                 | Reino Unido                  | 1943  | [ 61 ]  |
| 17  | Tadashi Kato                        | Ciclista                                                 | Japão                        | 1935  | [ 62 ]  |
| 17  | Stephen Schwartz                    | Patologista                                              | Estados Unidos               | 1942  | [ 63 ]  |
| 18  | Joaquín Peiró                       | Futebolista e treinador                                  | Espanha                      | 1936  | [ 64 ]  |
| 18  | Alfred Worden                       | Astronauta                                               | Estados Unidos               | 1932  | [ 65 ]  |
| 18  | Patrick Le Lay                      | Empresário                                               | França                       | 1942  | [ 66 ]  |
| 18  | Sérgio Trindade                     | Engenheiro químico e pesquisador                         | Brasil                       | 1941  | [ 67 ]  |
| 18  | Rossini Perez                       | Artista plastico                                         | Brasil                       | 1931  | [ 68 ]  |
| 18  | Luciano Federici                    | Futebolista                                              | Itália                       | 1938  | [ 69 ]  |
| 19  | Peter Whittingham                   | Futebolista                                              | Reino Unido                  | 1984  | [ 70 ]  |
| 19  | Enrico Decleva                      | Historiador                                              | Itália                       | 1941  | [ 71 ]  |
| 19  | Sheun Ming Ling                     | Empresario                                               | Brasil                       | 1921  | [ 72 ]  |
| 19  | Aurlus Mabélé                       | Cantor e compositor                                      | República do Congo           | 1953  | [ 73 ]  |
| 19  | Edi Ziegler                         | Ciclista                                                 | Alemanha                     | 1930  | [ 74 ]  |
| 20  | Amadeo Carrizo                      | Futebolista                                              | Argentina                    | 1926  | [ 75 ]  |
| 20  | Kenny Rogers                        | Cantor, ator e produtor musical                          | Estados Unidos               | 1938  | [ 76 ]  |
| 20  | Luís Fraga da Silva                 | Arqueólogo                                               | Portugal                     | 1954  | [ 77 ]  |
| 21  | Sol Kerzner                         | Empresário                                               | África do Sul                | 1935  | [ 78 ]  |
| 21  | Lorenzo Sanz                        | Empresário                                               | Espanha                      | 1943  | [ 79 ]  |
| 21  | Bruno Lima Penido                   | Roteirista e jornalista                                  | Brasil                       | 1978  | [ 80 ]  |
| 21  | Lila Covas                          | Ex-primeira-dama de São Paulo                            | Brasil                       | 1932  | [ 81 ]  |
| 21  | Aírton Pimentel                     | Cantor e compositor                                      | Brasil                       | 1938  | [ 82 ]  |
| 21  | Aileen Baviera                      | Cientista política e sinóloga                            | Filipinas                    | 1959  | [ 83 ]  |
| 22  | Ifeanyi George                      | Futebolista                                              | Nigéria                      | 1993  | [ 84 ]  |
| 22  | Maurício de Freitas Teixeira Campos | Agropecuarista, engenheiro, professor e político         | Brasil                       | 1933  | [ 85 ]  |
| 22  | Behrouz Rahbar                      | Ciclista                                                 | Irão                         | 1945  | [ 86 ]  |
| 22  | Domingo Marcolino Braile            | Médico, cirurgião cardíaco e inventor                    | Brasil                       | 1938  | [ 87 ]  |
| 22  | Germà Colón                         | Filólogo                                                 | Espanha                      | 1928  | [ 88 ]  |
| 23  | Lucien Sève                         | Filósofo e ativista                                      | França                       | 1926  | [ 89 ]  |
| 24  | Albert Uderzo                       | Ilustrador                                               | França                       | 1927  | [ 90 ]  |
| 24  | Manu Dibango                        | Saxofonista e vibrafonista                               | Camarões                     | 1933  | [ 91 ]  |
| 24  | Steven Dick                         | Diplomata                                                | Reino Unido                  | 1983  | [ 92 ]  |
| 24  | Stuart Gordon                       | Cineasta, roteirista e produtor                          | Estados Unidos               | 1947  | [ 93 ]  |
| 24  | Mariane Ebert                       | Atriz, coreógrafa e dançarina                            | Brasil                       | 1968  | [ 94 ]  |
| 24  | Artur Rosa                          | Arquiteto e escultor                                     | Portugal                     | 1926  | [ 95 ]  |
| 24  | John Davies                         | Nadador e juiz                                           | Austrália/ Estados Unidos    | 1929  | [ 96 ]  |
| 24  | Ignacio Trelles                     | Futebolista e treinador                                  | México                       | 1916  | [ 97 ]  |
| 24  | John Campbell-Jones                 | Automobilista                                            | Reino Unido                  | 1930  | [ 98 ]  |
| 24  | Terrence McNally                    | Dramaturgo, libretista e roteirista                      | Estados Unidos               | 1938  | [ 99 ]  |
| 25  | Danilo Barozzi                      | Ciclista                                                 | Itália                       | 1927  | [ 100 ] |
| 25  | Terry Tausch                        | Jogador de futebol americano                             | Estados Unidos               | 1959  | [ 101 ] |
| 25  | Floyd Cardoz                        | Chef de cozinha                                          | Índia                        | 1960  | [ 102 ] |
| 25  | John DeBrito                        | Futebolista                                              | Estados Unidos/ Cabo Verde   | 1968  | [ 103 ] |
| 25  | Angelo Moreschi                     | Bispo e Missionário                                      | Itália                       | 1952  | [ 104 ] |
| 25  | Paul Goma                           | Escritor                                                 | Roménia                      | 1935  | [ 105 ] |
| 25  | Harry Aarts                         | Político                                                 | Países Baixos                | 1930  | [ 106 ] |
| 26  | Michel Hidalgo                      | Futebolista e treinador                                  | França                       | 1933  | [ 107 ] |
| 26  | Mark Blum                           | Ator                                                     | Estados Unidos               | 1950  | [ 108 ] |
| 26  | Naomi Munakata                      | Maestrina                                                | Brasil                       | 1955  | [ 109 ] |
| 26  | Martinho Lutero Galati              | Maestro e professor universitário                        | Brasil                       | 1953  | [ 110 ] |
| 26  | Daniel Yuste                        | Ciclista                                                 | Espanha                      | 1944  | [ 111 ] |
| 27  | Daniel Azulay                       | Desenhista, artista plástico, educador e autor de livros | Brasil                       | 1947  | [ 112 ] |
| 27  | Michael McKinnell                   | Arquiteto                                                | Reino Unido                  | 1935  | [ 113 ] |
| 27  | Joseph Lowery                       | Reverendo e ativista                                     | Estados Unidos               | 1921  | [ 114 ] |
| 28  | Tom Coburn                          | Político                                                 | Estados Unidos               | 1948  | [ 115 ] |
| 28  | Edoardo Vesentini                   | Matemático e político                                    | Itália                       | 1928  | [ 116 ] |
| 28  | Rodolfo González Rissotto           | Professor e político                                     | Uruguai                      | 1949  | [ 117 ] |
| 28  | Francisco Humberto Bezerra          | Politico                                                 | Brasil                       | 1926  | [ 118 ] |
| 28  | Mécia de Sena                       | Escritora e promotora literária                          | Portugal                     | 1920  | [ 119 ] |
| 28  | Goldie Sellers                      | Jogador de futebol americano                             | Estados Unidos               | 1942  | [ 120 ] |
| 29  | Krzysztof Penderecki                | Compositor e maestro                                     | Polónia                      | 1933  | [ 121 ] |
| 29  | José Luis Capón                     | Futebolista                                              | Espanha                      | 1948  | [ 122 ] |
| 29  | Joe Diffie                          | Cantor e compositor                                      | Estados Unidos               | 1958  | [ 123 ] |
| 29  | Alan Merrill                        | Cantor e compositor                                      | Estados Unidos               | 1951  | [ 124 ] |
| 29  | Ken Shimura                         | Ator e comediante                                        | Japão                        | 1950  | [ 125 ] |
| 29  | Philip Warren Anderson              | Físico                                                   | Estados Unidos               | 1923  | [ 126 ] |
| 29  | Patrick Devedjian                   | Político                                                 | França                       | 1944  | [ 127 ] |
| 30  | Lorena Borjas                       | Ativista de causas de transgêneros                       | México                       | 1960  | [ 128 ] |
| 30  | Manolis Glezos                      | Político e escritor                                      | Grécia                       | 1922  | [ 129 ] |
| 30  | Riachão                             | Cantor, compositor e sambista                            | Brasil                       | 1921  | [ 130 ] |
| 30  | Joachim Yhombi-Opango               | Político e militar                                       | República do Congo           | 1939  | [ 131 ] |
| 30  | Jean-Claude Chamboredon             | Sociólogo                                                | França                       | 1938  | [ 132 ] |
| 30  | Bill Withers                        | Cantor e compositor                                      | Estados Unidos               | 1938  | [ 133 ] |
| 30  | Manuel Adolfo Varas                 | Jornalista, locutor e advogado                           | Equador                      | 1943  | [ 134 ] |
| 31  | Abdul Halim Khaddam                 | Político                                                 | Síria                        | 1932  | [ 135 ] |
| 31  | Reimar Lüst                         | Astrofísico                                              | Alemanha                     | 1923  | [ 136 ] |
| 31  | Rafael Gómez Nieto                  | Militar                                                  | Espanha                      | 1921  | [ 137 ] |
| 31  | Zoltán Peskó                        | Maestro e compositor                                     | Hungria                      | 1937  | [ 138 ] |
| 31  | Gita Ramjee                         | Cientista e pesquisadora                                 | Uganda/ África do Sul        | 1956  | [ 139 ] |